# 1371 Resi
1371 Resi eller 1935 QJ är en asteroid i huvudbältet, som upptäcktes 31 augusti 1935 av den tyske astronomen Karl Wilhelm Reinmuth i Heidelberg. Den har fått sitt namn efter Mrs. Schaub, en bekant till upptäckaren.
Asteroiden har en diameter på ungefär 27 kilometer